# Santa Margherita di Staffora
Santa Margherita di Staffora er en italiensk by (og kommune) i regionen Lombardiet i Italien, med omkring 437(2023) indbyggere. 